# Сташевская, Анастасия Петровна
Анастасия Петровна Сташевская (укр. Анастасія Петрівна Сташевська; 17 октября 1921 год, село Великая Медведовка — 10 апреля 2008 год, посёлок Антонины, Красиловский район, Хмельницкая область, Украина) — доярка Антонинского свеклосовхоза Красиловского района Хмельницкой области, Украинская ССР. Герой Социалистического Труда (1966).

## Биография
Родилась 17 октября 1921 года в крестьянской семье в селе Великая Медведовка. Трудовую деятельность начала в 14-летнем возрасте в свекловодческом звене. С 1936 года работала дояркой на ферме в селе Красовка.
С 1956 года — доярка совхоза им. Горького в селе Антонины. В 1963 году от 19 коров надоила в среднем по 3395 килограмм молока, в 1965 году — по 3682 и в 1965 году — от 21 коров надоила в среднем по 4995 килограмм молока. В 1966 году надоила от каждой коровы в среднем по 5 тысяч килограмм молока. В 1966 году была удостоена звания Героя Социалистического Труда «за выдающиеся результаты в увеличении производства сельскохозяйственной продукции».
Неоднократно была участницей Выставки достижений народного хозяйства в Москве.
В 1977 году вышла на пенсию, проработав дояркой 31 год. Проживала в посёлке Антонины, где скончалась в 2008 году.

## Награды
- Герой Социалистического Труда — указом Президиума Верховного Совета СССР от 22 марта 1966 года
- орден Ленина